# 社会主義国

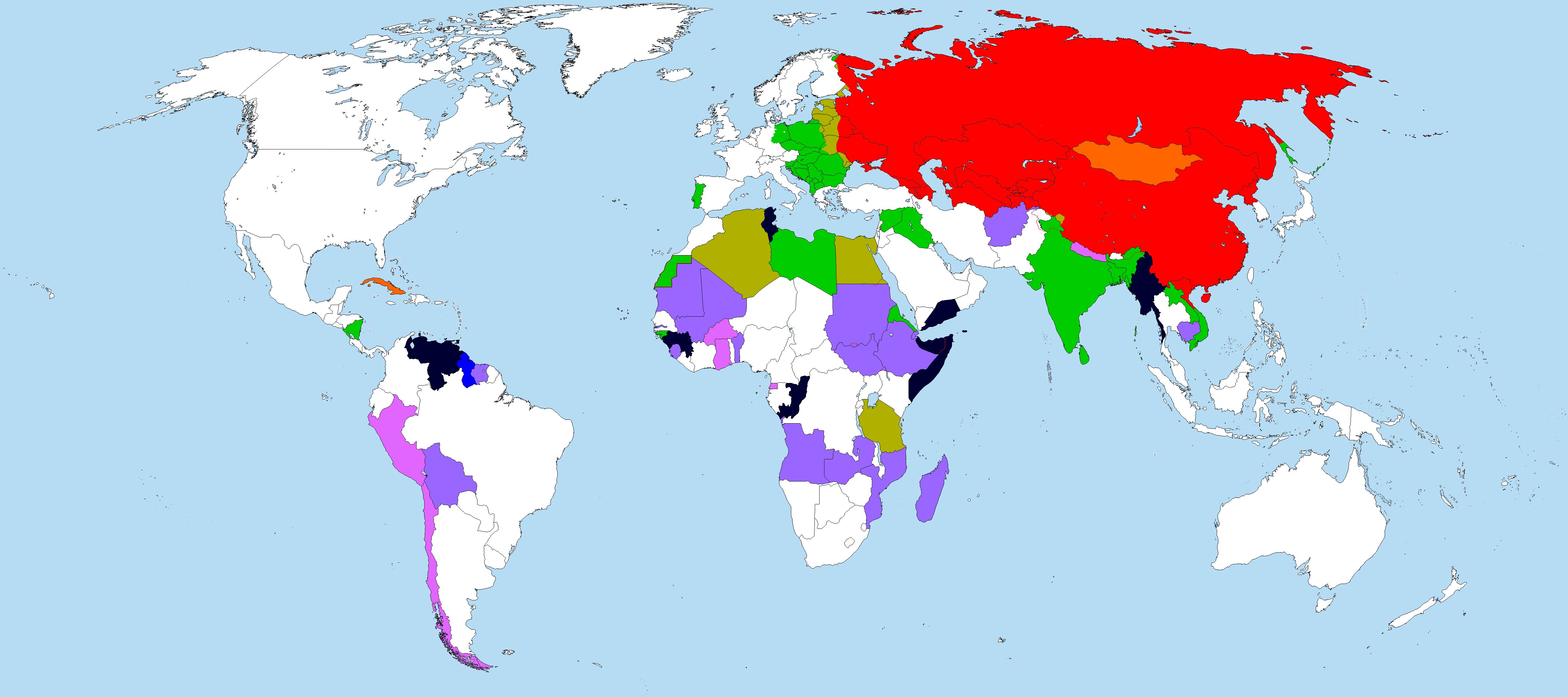
歴史上のある時点で、自国をなんらかの定義で「社会主義国」と政府が宣言した全ての国。色はその地域が社会主義を宣言した期間である。
70年間以上
60 - 70年間
50 - 60年間
40 - 50年間
30 - 40年間
20 - 30年間
20年間未満

現在においてマルクス・レーニン主義を宣言している国（中国・ベトナム・ラオス・キューバ）。なお北朝鮮は純粋なマルクス・レーニン主義ではなく、これを基づいて発展させた独自の主体思想を掲げるという。

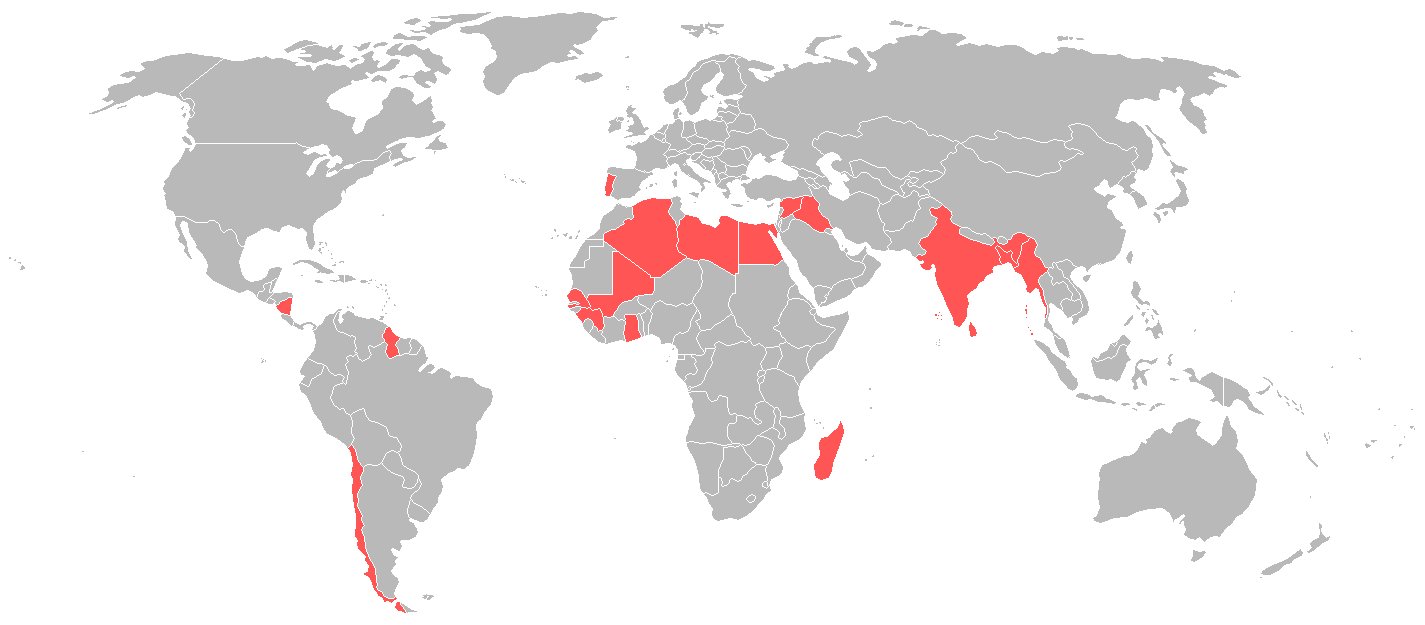
歴史上のある時点で、憲法にマルクス・レーニン主義以外の何らかの社会主義への言及を含めた国

社会主義国（しゃかいしゅぎこく）は、自国を社会主義と標榜し、憲法・国家理念・国家原則などの中に社会主義に基づく考え方を規定する共和国のこと。世界初の社会主義国は1917年に成立したロシア・ソビエト連邦社会主義共和国だが、1989年の東欧革命及び1991年のソ連崩壊によって、ほぼ全ての社会主義国が滅亡した。現在では、社会主義国を自称する国は中国・北朝鮮・ベトナム・ラオス・キューバの5か国のみである。

## 定義
社会主義国という言葉は以下の二つの意味に分類できる。
- 狭義の共産主義国家（Communist state、Marxist–Leninist state）
マルクス・レーニン主義を掲げる社会主義国のこと。特に共産党が一党独裁を実行する国を指す。共産国家は中央集権・官僚主義の影響下で様々な弊害が生じている。民主主義や人権は制限され、労働組合は傀儡の御用組合となり、党幹部は共産貴族とも呼ばれ、本来の社会主義理想から遠く離れていた。
- 広義の社会主義国家（Socialist state、Workers' republic）
マルクス・レーニン主義を採用するかどうかは関係なく、社会主義的な諸政策を推進している全ての国を指す。一党独裁を実行しない社会主義国では教育・医療・居住・福祉制度が充実し、生産性や生活水準は一定の基準向上がみられた。

## 歴史

### 誕生
19世紀の資本主義社会は過酷な労働環境をもたらすなど多くの矛盾・問題点を抱えていた。その問題点は多くの社会主義学者によって分析され理想の社会が論じられてきたが、特にカール・マルクス、フリードリヒ・エンゲルスらは、資本主義が成熟した後に社会主義（共産主義）が実現しうるとした。
世界初の労働者による革命政権は1871年のパリ・コミューンであり、世界で最初の社会主義国家は、ロシア革命と十月革命を経てボリシェヴィキが主導権を握ったことで1917年に成立したロシア・ソビエト連邦社会主義共和国である。ボリシェヴィキの政権はロシア内戦を経て1922年に成立したソビエト連邦（ソ連）の前身となった。この他にもロシア内戦の時期には旧ロシア帝国領内に複数の社会主義政権が生まれている。1919年にはバイエルン・レーテ共和国とハンガリー・タナーチ共和国が成立したが、まもなく消滅した。1924年には中華民国から独立する形で、アジア最初の社会主義国としてモンゴル人民共和国が誕生した。

### 拡大と冷戦
第二次世界大戦後、多くの社会主義国が誕生した。
東欧では、多くの国々がソ連により「解放」された結果として社会主義国（衛星国）となり、ソ連を盟主とする軍事同盟のワルシャワ条約機構に加盟した（東ドイツ、ポーランド、チェコスロバキア、ブルガリア、ルーマニア、ハンガリー、アルバニア）。ただしアルバニアは中ソ対立の際に親中路線をとり脱退した。ユーゴスラビアは当初の親ソ路線から独自の社会主義路線に転じ、非同盟中立政策や、一定の自由市場経済を認める市場社会主義を採用した。
東アジアでは、大日本帝国の敗戦により、1948年に韓国樹立に対抗する形で北朝鮮が成立した。中国では第二次世界大戦後に国共内戦が再開され、蔣介石率いる中国国民党及び中華民国が台湾に逃走した結果、1949年に中国共産党率いる中華人民共和国が成立した。ソ連、中国の間では同盟が結ばれた。
東南アジアでは、終戦の混乱に乗じて1945年に旧仏領インドシナ地域が独立を宣言し、ベトナム民主共和国（北ベトナム）が成立した。しかし1946年にはフランスが東南アジアの利権を守るべく傀儡政権のコーチシナ共和国を成立させたことで、南北分断国家となり、南北対立と断続的な戦争が行われた。
北ベトナムはソ連や中国の（中ソ対立ではソ連側に付いた）、南ベトナムは当初はフランスの、後にはアメリカ合衆国の支援を受けた。しかし1975年、北ベトナム軍は南ベトナムの首都サイゴンを陥落させ、社会主義国としての統一を実現した。周辺国のカンボジア、ラオスも社会主義国となった。
これに対し、ミャンマー（ビルマ）では、1962年、ネ・ウィンがそれまでの国内の混乱を背景にクーデターを決行。「社会主義へのビルマの道」と呼ばれる独特の民族主義・国家主義・社会主義体制を確立。アメリカ・ソ連との関係を最低限の範囲にまで縮小させて、国際的には孤立化の道を歩む事となった。
南アジアにおいては、インドはソ連の支援を受け、社会主義的政策を取った。
中東・アフリカでは、1976年にはアンゴラ、1977年にはセーシェル、1978年にはエチオピア、モザンビーク、南イエメン、アフガニスタンで社会主義政権、もしくは親ソ政権が誕生した。
中南米では、アメリカの半植民地状態であったキューバで、1959年にカストロ率いる革命政権が発足した。また1970年にチリの自由選挙においてサルバドール・アジェンデが大統領に選出される。しかしこのアジェンデ政権は、1973年にはCIAの後援を受けたピノチェト将軍らによるチリ軍事クーデターにより崩壊した。
以上のように西側諸国は「ソ連が国内には恐怖政治、国外には革命の輸出を行っている」として軍事的圧力や経済封鎖、反革命勢力への武器提供や資金援助を行った。東側諸国はこれに対抗して国内統制を強化しコミンフォルムを通じて西側の社会主義政党にも介入したため、冷戦や、朝鮮戦争やベトナム戦争などの代理戦争が繰り広げられた。
なお、東南アジア・アフリカ・南米などの社会主義国は、資本主義が進化して社会主義へ進んだというより、旧宗主国である西側諸国と対決して植民地や半植民地状態から独立し、ソ連などの援助を得て国家指導の近代化建設を推進する面が強く、陣営は異なるものの反共主義を掲げて西側の援助を得た開発途上国の開発独裁とも共通する。

### ソ連崩壊
1953年にソ連及び社会主義陣営に絶対的な影響力を持っていたソ連の最高指導者ヨシフ・スターリンが死去すると、1950年代半ば以降は社会主義諸国の間でもさまざまな紛争が起こり、軍事負担や西側の経済封鎖の影響もあり、「共産主義は一枚の岩の如きに団結」という宣伝は短期間で崩壊した。社会主義国同士は「近い未来、共に共産主義を実現せよ」と言いながら、1956年のスターリン批判とハンガリー動乱・米ソの平和共存路線に反対する形での中ソ対立・1968年のソ連のチェコスロバキアへの軍事介入・1978年からのソ連のアフガニスタン侵攻・1979年の中越戦争などに激突していた。
他方、資本主義諸国では、アメリカ合衆国のニューディール政策やイギリスの福祉国家、更には北欧諸国の社会民主主義政策など、教育水準の向上が社会流動性をもたらし、社会保障等の福祉制度の充実と生産力の向上が、貧困の克服と一定の社会の成熟と安定をもたらした。この背景には、国際的にも国内的にも社会保障面で社会主義勢力に対抗する必要があったこと、各国の社会民主主義勢力の役割などが挙げられる。
1980年代後半にはソ連共産党による体制が消耗を見せ、ベルリンの壁崩壊などの東欧諸国の民主化やペレストロイカを経て、1991年にはソ連が崩壊した。重しの外れたヨーロッパの社会主義国は次々に社会体制を改め、現在ヨーロッパにはソ連型社会主義国は残っていない。

### 現在
2016年現在では、アジア（中華人民共和国、ベトナム、ラオス、北朝鮮）と中米（キューバ）では一党独裁制の社会主義国が残っているが、それらの国々でも北朝鮮を除けば、ある程度開発独裁的な体制である社会主義市場経済を採用している。
アジアでは、中華人民共和国は改革開放、ベトナムはドイモイ政策を採用し、政治的には社会主義（共産党一党独裁）を堅持しながらも、経済的には資本主義化（国有企業の株式会社化、外資誘致など）を導入して効率化と発展を追求する、一種の混合経済を進めている。朝鮮民主主義人民共和国（北朝鮮）は独自の主体思想を掲げる軍事独裁専制国家で、経済的・政治的な体制はソ連型社会主義とも異なるが、2002年7月の経済改革では農産物など部分的な自由市場が認められ、2009年の憲法では、「社会主義」を標榜してはいるが、「共産主義」の語は削除され、独自の「先軍思想」が明記された。
一方、中南米ではキューバの社会主義政権が崩壊せず続いている事に加え、1990年代末より市場開放による国内産業の壊滅や貧富の差の拡大もあり、左派勢力が力を増し、ベネズエラのチャベス政権を筆頭に、エクアドル、ニカラグア、ボリビアなど社会主義を志向する国が続いており、2009年にもエルサルバドルでは、かつては共産ゲリラであったファラブンド・マルティ民族解放戦線が選挙で政権を奪取した。米州自由貿易地域に対抗した米州ボリバル同盟が結成されている。
なおロシア、ベラルーシなどの旧社会主義圏では、エリツィン時代の急速な市場経済導入による混乱と国家弱体化の反動で、超大国時代の社会主義ソ連を懐古する層もあり、大統領への権限集中を後押しする一因となっている。

#### 西側諸国の現在
西側諸国の社会主義者や社会主義政党では、かねてよりイギリス労働党などの社会民主主義と、プロレタリア独裁を掲げソ連型社会主義を目指したマルクス・レーニン主義が対立していたが、マルクス・レーニン主義勢力は次第に縮小した。
日本共産党は1950年代から「自主独立路線」を掲げ、ソ連共産党や中国共産党から次第に自律的な路線を模索しはじめる。1963年には部分的核実験禁止条約をきっかけにソ連共産党と対立し、関係を断絶。1966年には中国との対立も表面化し翌年には関係断絶に至る。このような流れの中で日本共産党は1966年の党綱領に自主独立路線を明記。1974年には党綱領からプロレタリア独裁の規定を削除し、1976年には「自由と民主主義の宣言」を出して議会制民主主義の擁護を明確にした。
西側最大の共産党であったイタリア共産党は、1970年代にはマルクス・レーニン主義を放棄しユーロコミュニズムの路線を確立、1980年代には社会民主主義政党へ路線転換した。西側では長らくソ連共産党への支持を続けたフランス共産党は、退潮傾向にあり1990年代より多様な路線を模索している。
対立する一方の超大国が消滅したため、世界唯一の超大国となったアメリカ合衆国の軍事力の突出に懸念する声もある。冷戦下では共通の敵を持ち歩調を合わせてきた西側諸国の中でも、アメリカ合衆国の軍事行動に同調しないケースが増えつつある。また冷戦終了後もアメリカ合衆国の二重基準が続いている（民主主義と市場経済を唱えながら、サウジアラビアなどの独裁政権は支持し、選挙で選ばれたイラン、ベネズエラなどの政権には敵対する）ことを批判する声もある。
2007年に世界金融危機が発生したが、その背景として「社会主義に勝利した」とする新自由主義によって推進された、自由主義経済の行き過ぎ（市場原理主義）と、政府や社会による市場の監視・管理機能の低下が、資本主義諸国の指導者からも含め、広く指摘されている。

## 評価
ソ連及びソ連の影響下で成立した多くの社会主義国家では、基本的な教育・賃金・住宅・医療などが保障され、身分・民族・男女などによる差別は公式には否定され、国家による産業（特にインフラ）の整備が行われて近代化が促進された。一方、基本的には共産党一党独裁であり、言論の自由、信教の自由などはしばしば制限され、また官僚制による腐敗や非効率も深刻化した。特にスターリン時代には大規模な人権侵害が長期間行われた事がスターリン批判で暴露されたが、共産党独裁自体は継続された。またソ連の影響下の国々は衛星国とも呼ばれ制限主権論も唱えられた。
ソ連の影響下ではなく独力で社会主義政権を建設した国では、ユーゴスラビアやキューバのようにソ連に比べ政権党の統制が比較的緩やかな場合もあるが、とりわけ、中国・カンボジア・北朝鮮は、ソ連以上に厳しい抑圧体制を敷いた。カンボジアのポル・ポト政権は、中国の文化大革命に触発されて極端な農業集団化を推し進め、人口700万の同国で150万から300万の国民（国外亡命者を含む）を処刑した。1989年6月には中国で天安門事件が発生し、民主化を求める学生デモを武力鎮圧した。中国では現在、ネット検閲によってサイバー空間でも国民を抑圧し、またチベットにおける人権侵害が現在進行形で行われている。
日本共産党は特に日中共産党の関係が悪化した2019年以降の中国を、過激な大国主義や覇権主義などから社会主義に相当しないと批判している。

## 一覧

### 現在の社会主義国の最高指導者一覧
社会主義国の場合、支配政党の中央委員会書記長・総書記・第一書記が党首にあたるものとして存在し、党だけでなく国家の実権を掌握することが多かった。
| 名                       | 画像                             | 国       | 齢   | 就任           | 政党             | 政党の役職                         |
| ------------------------ | -------------------------------- | -------- | ---- | -------------- | ---------------- | ---------------------------------- |
| 習近平                   |                                  | 中国     | 72歳 | 2013年3月14日  | 中国共産党       | 中国共産党中央委員会総書記         |
| 習近平                   | 中国共産党中央軍事委員会主席     | 中国     | 72歳 | 2013年3月14日  | 中国共産党       |                                    |
| 金正恩                   |                                  | 北朝鮮   | 41歳 | 2016年6月29日  | 朝鮮労働党       | 朝鮮労働党総書記                   |
| 金正恩                   | 朝鮮労働党中央軍事委員会委員長   | 北朝鮮   | 41歳 | 2016年6月29日  | 朝鮮労働党       |                                    |
| 金正恩                   | 朝鮮武力最高司令官               | 北朝鮮   | 41歳 | 2016年6月29日  | 朝鮮労働党       |                                    |
| ミゲル・ディアス＝カネル |                                  | キューバ | 65歳 | 2019年10月10日 | キューバ共産党   | キューバ共産党中央委員会第一書記   |
| トーンルン・シースリット |                                  | ラオス   | 79歳 | 2021年3月22日  | ラオス人民革命党 | ラオス人民革命党中央委員会書記長   |
| トー・ラム               |                                  | ベトナム | 67歳 | 2024年5月22日  | ベトナム共産党   | ベトナム共産党中央執行委員会書記長 |
| トー・ラム               | ベトナム共産党中央軍事委員会書記 | ベトナム | 67歳 | 2024年5月22日  | ベトナム共産党   |                                    |

### 現在の社会主義国の国家元首一覧
国家主席・国務委員長とは、世界における社会主義国の国家元首（大統領）の役職名である。社会主義国の場合、国家元首は儀礼的な存在。
| 名                       | 画像 | 国       | 齢   | 政党             | 元首の役職 | 就任           |
| ------------------------ | ---- | -------- | ---- | ---------------- | ---------- | -------------- |
| 習近平                   |      | 中国     | 72歳 | 中国共産党       | 国家主席   | 2013年3月14日  |
| 金正恩                   |      | 北朝鮮   | 41歳 | 朝鮮労働党       | 国務委員長 | 2016年6月29日  |
| ミゲル・ディアス＝カネル |      | キューバ | 65歳 | キューバ共産党   | 大統領     | 2019年10月10日 |
| トーンルン・シースリット |      | ラオス   | 79歳 | ラオス人民革命党 | 国家主席   | 2021年3月22日  |
| ルオン・クオン           |      | ベトナム | 67歳 | ベトナム共産党   | 国家主席   | 2024年10月21日 |

### 現在の社会主義国の政府の長一覧
社会主義国の場合、政府の長（首相）が保持する行政権は最高指導者に劣る。総書記や国家元首とは異なる人物が務めている。
| 名                         | 画像 | 齢   | 国             | 政党             | 政府の長の役職 | 就任           |
| -------------------------- | ---- | ---- | -------------- | ---------------- | -------------- | -------------- |
| マヌエル・マレロ           |      | 61歳 | キューバ       | キューバ共産党   | 首相           | 2019年12月21日 |
| ファム・ミン・チン         |      | 66歳 | ベトナム       | ベトナム共産党   | 首相           | 2021年4月5日   |
| ソーンサイ・シーパンドーン |      | 58歳 | ラオス         | ラオス人民革命党 | 首相           | 2022年12月30日 |
| 李強                       |      | 65歳 | 中華人民共和国 | 中国共産党       | 総理           | 2023年3月11日  |
| 朴泰成                     |      | 69歳 | 北朝鮮         | 朝鮮労働党       | 総理           | 2024年12月29日 |

### 社会主義国の一覧
現存もしくは過去に存在した社会主義国の一覧は以下の通り。どのような範囲を「社会主義」または「社会主義国」と呼ぶかは議論があるが、ここでは憲法等の国家基本法等で「社会主義」を記載した国を記載する。「社会主義」のうち、特にマルクス・レーニン主義は「共産主義」と呼ばれる事も多い。マルクス・レーニン主義以外の社会主義はアラブ社会主義、ビルマ型社会主義、主体思想など。なお朝鮮民主主義人民共和国（北朝鮮）は当初はマルクス・レーニン主義を発展させたとする主体思想を掲げていたが、1992年以降は憲法から「マルクス・レーニン主義」および「共産主義」を削除し、主体思想を掲げる「社会主義」となった。
| 種類                   | 現存       | 備考                                                                 |
| ---------------------- | ---------- | -------------------------------------------------------------------- |
| マルクス・レーニン主義 | 現存       | 憲法等に社会主義（マルクス・レーニン主義）を掲げた現存する国家       |
| マルクス・レーニン主義 | 過去に存在 | 憲法等に社会主義（マルクス・レーニン主義）を掲げた過去に存在した国家 |
| その他                 | 現存       | 憲法等に社会主義（その他）を掲げた現存する国家                       |
| その他                 | 過去に存在 | 憲法等に社会主義（その他）を掲げた過去に存在した国家                 |
| 種類                   | 国                                          | 成立           | 終了           | 憲法上の規定 |
| ---------------------- | ------------------------------------------- | -------------- | -------------- | --- |
| マルクス・レーニン主義 | 中国                                        | 1949年10月1日  | 現存           | 前文：「中国の各民族人民は、引き続き中国共産党の指導の下に、マルクス・レーニン主義、毛澤東思想、鄧小平理論及び"三つの代表"の重要思想に導かれて、人民民主独裁を堅持し、社会主義の道を堅持し、（中略）我が国を富強、民主的、かつ、文明的な社会主義国家として建設する。」 |
| マルクス・レーニン主義 | キューバ                                    | 1961年7月1日   | 現存           | 第5条：「マルティ及びマルクス・レーニンの、キューバ国民により組織された前衛であるキューバ共産党は、社会及び国の優れた指導力であり、社会主義建設の高い目的へ向けての共産主義社会への前進に向けての共通の努力を組織し方向づける。」 |
| マルクス・レーニン主義 | ラオス                                      | 1975年12月2日  | 現存           | 前文：「国民の民主的体制の確立し、かつ社会主義体制を目指す基本原理を確立するために中央集権体制を目指し、これを強化するために新規かつ急激な変革を実行してきた。」第3条：「多民族からなる国民の主権者としての権利は、ラオス人民革命党を主軸とする政治制度の機能を通して行使され保障される。」（指導政党であるラオス人民革命党が「マルクス・レーニン主義」、「人民民主主義独裁」等を掲げる） |
| マルクス・レーニン主義 | ベトナム                                    | 1976年7月2日   | 現存           | 第2条：「ベトナム社会主義共和国は、人民の人民による人民のための社会主義的法治国家である。」第4条「ベトナム共産党は、労働者階級の先導隊であると同時に働く人民及びベトナム民族の先導隊であり、マルクス・レーニン主義及びホー・チ・ミン思想を思想的基礎として採用し、労働者階級、働く人民及び全ての民族の利益を忠実に代表する国家と社会の指導勢力である。」 |
| マルクス・レーニン主義 | 北ベトナム                                  | 1945年9月2日   | 1976年7月2日   | 第2節第9条:「ベトナム民主共和国は、人民民主主義から社会主義に至る発展過程にあり、国民経済を社会主義の方法により発展・変革する。後進的な経済を、近代的な工業と農業および先進的科学技術により社会主義経済に変える。」 |
| マルクス・レーニン主義 | アフガニスタン                              | 1978年4月27日  | 1987年11月30日 | 前文：「現状では民族調和政策の先導者であり調整者であるアフガニスタン人民民主党は、他の政治的、全国的及び民主的勢力とともにこの人道政策を積極的に推し進める。」 |
| マルクス・レーニン主義 | アフガニスタン                              | 1987年11月30日 | 1992年4月28日  | 前文：「現状では民族調和政策の先導者であり調整者であるアフガニスタン人民民主党は、他の政治的、全国的及び民主的勢力とともにこの人道政策を積極的に推し進める。」 |
| マルクス・レーニン主義 | アルバニア                                  | 1944年11月29日 | 1946年1月11日  | 第1節第1条: 「アルバニア社会主義人民共和国は、すべての労働者の利益を代表し擁護するプロレタリア独裁国家である。」 |
| マルクス・レーニン主義 | アルバニア                                  | 1946年1月11日  | 1976年12月28日 | 第1節第1条: 「アルバニア社会主義人民共和国は、すべての労働者の利益を代表し擁護するプロレタリア独裁国家である。」 |
| マルクス・レーニン主義 | アルバニア                                  | 1976年12月28日 | 1992年3月22日  | 第1節第1条: 「アルバニア社会主義人民共和国は、すべての労働者の利益を代表し擁護するプロレタリア独裁国家である。」 |
| マルクス・レーニン主義 | アンゴラ                                    | 1975年11月11日 | 1992年8月28日  | 第1節第2条: 「すべての主権はアンゴラ人民に帰属する。反帝国主義闘争に従うすべての愛国主義勢力を含む幅広い前衛の合法的代表として設立されたMPLAは、国家の政治・経済・外交の指導において責任を負う。」 |
| マルクス・レーニン主義 | ベナン                                      | 1975年11月30日 | 1990年3月1日   | なし：（法律上社会主義国だった。） |
| マルクス・レーニン主義 | ブルガリア                                  | 1946年9月15日  | 1990年12月7日  | 第1節第1条:「ブルガリア人民共和国は都市と村落の勤労人民による社会主義国家であり、労働者階級に先導される。」 |
| マルクス・レーニン主義 | 民主カンプチア                              | 1975年4月17日  | 1979年1月10日  | 1975年から1979年まで共産主義政党（クメール・ルージュ）によって統治された。1975年から1989年まで法律上社会主義国だった。） |
| マルクス・レーニン主義 | カンプチア人民共和国                        | 1979年1月10日  | 1989年5月1日   | 1975年から1979年まで共産主義政党（クメール・ルージュ）によって統治された。1975年から1989年まで法律上社会主義国だった。） |
| マルクス・レーニン主義 | コンゴ人民共和国                            | 1970年1月3日   | 1992年5月1日   | 大統領宣言: 「私は、コンゴ国民、革命及びコンゴ労働党への忠誠を誓う。マルクス・レーニン主義に従い、（中略）プロレタリアートの理想の実現に全力を尽くすことを保証する。」 |
| マルクス・レーニン主義 | チェコスロバキア                            | 1948年6月9日   | 1960年7月11日  | 第1節第1条: 「チェコスロバキア社会主義共和国は、労働者・農民・インテリゲンチャの安定した連携と、労働者階級の指導を基盤とする社会主義国である。」 |
| マルクス・レーニン主義 | チェコスロバキア                            | 1960年7月11日  | 1990年3月29日  | 第1節第1条: 「チェコスロバキア社会主義共和国は、労働者・農民・インテリゲンチャの安定した連携と、労働者階級の指導を基盤とする社会主義国である。」 |
| マルクス・レーニン主義 | 社会主義エチオピア エチオピア人民民主共和国 | 1974年6月28日  | 1987年2月22日  | （1974年にマルクス・レーニン主義を宣言。1987年、エチオピア労働者党は「国の発展過程を定式化し、国家と社会を指導する勢力」となった。） |
| マルクス・レーニン主義 | 社会主義エチオピア エチオピア人民民主共和国 | 1987年2月22日  | 1991年5月27日  | （1974年にマルクス・レーニン主義を宣言。1987年、エチオピア労働者党は「国の発展過程を定式化し、国家と社会を指導する勢力」となった。） |
| マルクス・レーニン主義 | 東ドイツ                                    | 1949年10月7日  | 1990年10月3日  | 第1節第1条: 「ドイツ民主共和国は労働者・農民による社会主義国家である。都市と地方の勤労人民を、労働者階級および彼らによるマルクス・レーニン主義政党の指導の下で政治的に統合している。」 |
| マルクス・レーニン主義 | ハンガリー                                  | 1949年8月20日  | 1989年10月23日 | 第1節第2条: 「ハンガリー人民共和国は社会主義国である。」 |
| マルクス・レーニン主義 | モンゴル人民共和国                          | 1924年11月24日 | 1992年12月12日 | 第1節第2条:「モンゴル人民共和国は、人民民主主義によって構成され、発展していく国である。」 |
| マルクス・レーニン主義 | モザンビーク                                | 1975年6月25日  | 1990年12月1日  | 第1節第2条:「モザンビーク解放戦線に指導・組織された労働者農民の力と、組織された人民の力」 |
| マルクス・レーニン主義 | ポーランド                                  | 1945年6月28日  | 1989年7月19日  | 第1節第1条:「ポーランド人民共和国は社会主義国である。」 |
| マルクス・レーニン主義 | ルーマニア社会主義共和国                    | 1947年12月30日 | 1965年8月21日  | 第1節第3条:「ルーマニア社会主義共和国の指導勢力はルーマニア共産党である。」 |
| マルクス・レーニン主義 | ルーマニア社会主義共和国                    | 1965年8月21日  | 1989年12月21日 | 第1節第3条:「ルーマニア社会主義共和国の指導勢力はルーマニア共産党である。」 |
| マルクス・レーニン主義 | ソマリア                                    | 1976年10月21日 | 1991年1月26日  | 第1節第1条: 「ソマリア民主共和国は労働者階級に指導された社会主義国家であり、アラブおよびアフリカと不可分一体である。」 |
| マルクス・レーニン主義 | ソビエト連邦                                | 1922年12月30日 | 1991年12月26日 | 第1節第1条:「ソビエト社会主義共和国連邦は、労働者・農民・インテリゲンチャの意思と利益を代表するすべての人々、すなわちあらゆる国家・国籍の労働人民による社会主義国家である。」 |
| マルクス・レーニン主義 | 南イエメン                                  | 1967年11月30日 | 1990年5月22日  | 第1節第3条: 「科学的社会主義の法則で武装したイエメン社会党は、社会と国家の指導者で先導者である。」 |
| マルクス・レーニン主義 | ユーゴスラビア                              | 1943年11月29日 | 1945年11月29日 | 第1節第2条:「ユーゴスラビアの社会主義体制は、個人と社会の要求を満たすためのみに働く、自由で平等な創造者・制作者として活動する人民を基盤とする。」 |
| マルクス・レーニン主義 | ユーゴスラビア                              | 1943年11月29日 | 1963年4月7日   | 第1節第2条:「ユーゴスラビアの社会主義体制は、個人と社会の要求を満たすためのみに働く、自由で平等な創造者・制作者として活動する人民を基盤とする。」 |
| マルクス・レーニン主義 | ユーゴスラビア                              | 1963年4月7日   | 1992年4月27日  | 第1節第2条:「ユーゴスラビアの社会主義体制は、個人と社会の要求を満たすためのみに働く、自由で平等な創造者・制作者として活動する人民を基盤とする。」 |
| マルクス・レーニン主義 | 北朝鮮                                      | 1948年9月9日   | 1992年2月19日  | 第1条：「朝鮮民主主義人民共和国は、全体朝鮮人民の利益を代表する自主的な社会主義国である。」第4条「朝鮮民主主義人民共和国は、マルクス・レーニン主義を我が国の現実に創造的に適用した朝鮮労働党の主体思想を自己活動の指導的指針と見なす。第9条「朝鮮民主主義人民共和国において全ての国家機関は、民主主義中央集権制原則により組織され、運営される。」第16条「国家は、マルクス・レーニン主義及びプロレタリア国際主義原則で社会主義国と団結し、帝国主義に反対する世界全ての国の人民等と団結して、彼らの民族解放闘争及び革命闘争を積極的に支持声援する。」第27条「勤労大衆は歴史の創造者であり、社会主義、共産主義は、数百万勤労大衆の創造的労働により建設される。」 |
| その他                 | 北朝鮮                                      | 1992年2月19日  | 現存           | 第1条：「朝鮮民主主義人民共和国は、全朝鮮人民の利益を代表する自主的な社会主義国家である。」第3条「朝鮮民主主義人民共和国は、人間中心の世界観であり、人民大衆の自主性を実現するための革命思想である主体思想、先軍思想をその活動の指導的指針とする。」第5条 「朝鮮民主主義人民共和国において全ての国家機関は、民主主義中央集権制の原則によって組織され、運営される。」第11条 「朝鮮民主主義人民共和国は、朝鮮労働党の指導下に全ての活動を行う。」 |
| その他                 | バングラデシュ                              | 1971年4月11日  | 現存           | 前文: 「わが国の根本の目的は、民主的な過程を通じて、法律、基本的人権および政治的・経済的・社会的な自由と公正の原則に従った搾取のない社会主義社会の実現であることを改めて誓い、すべての市民に保証する。」 |
| その他                 | ガイアナ                                    | 1980年10月6日  | 現存           | 前文:「ガイアナの全人民に経済的・社会的な正義を保証する唯一の手段が、社会主義の原則による国家および社会の組織化であることを確信する。」 |
| その他                 | インド                                      | 1976年12月18日 | 現存           | 前文:「われわれインド国民は、インドを社会主義・世俗主義的・民主主義共和制の独立国家とし、すべての市民に保証することを厳かに決意する。」 |
| その他                 | ポルトガル                                  | 1976年4月2日   | 現存           | 前文: 「憲法制定会議は（中略）、法の支配に基づく民主制国家の優越を確信し、社会主義社会への道を開く（中略）ポルトガル人民の決定を肯定する。」 |
| その他                 | スリランカ                                  | 1978年9月7日   | 現存           | 前文: 「（前略）議会制民主主義という不変の共和主義的原則を認め、全人民に自由・平等・正義・基本的人権や司法権の独立を保証しつつ、スリランカを民主社会主義共和国として構成する」 |
| その他                 | タンザニア                                  | 1964年4月26日  | 現存           | 第1節第3条: 「連合共和国は、複数政党による民主制を堅持する、非宗教・社会主義・民主主義国家である 。」 |
| その他                 | アルジェリア                                | 1963年9月8日   | 1989年2月23日  | 前文: 「民主的で大衆的なアルジェリア共和国は、社会主義の原則に基づいて国家建設のための活動を指揮する」 |
| その他                 | ビルマ                                      | 1962年3月2日   | 1988年9月23日  | 第16条総則: 「この退歩を乗り越えて社会主義を建設するために、ビルマ連邦革命評議会は歴史的使命としての責を負い、社会主義にビルマ的手法を導入し、ビルマ社会主義計画党を結成した。」 |
| その他                 | エジプト アラブ連合共和国                   | 1957年7月22日  | 1958年2月22日  | 前文: 「エジプト・アラブ共和国は労働勢力人民の連携を基礎とした民主主義・社会主義国家である 。」 |
| その他                 | エジプト アラブ連合共和国                   | 1958年2月22日  | 1971年9月2日   | 前文: 「エジプト・アラブ共和国は労働勢力人民の連携を基礎とした民主主義・社会主義国家である 。」 |
| その他                 | エジプト アラブ連合共和国                   | 1971年9月2日   | 2007年3月26日  | 前文: 「エジプト・アラブ共和国は労働勢力人民の連携を基礎とした民主主義・社会主義国家である 。」 |
| その他                 | イラク                                      | 1968年7月17日  | 2003年4月9日   | 第1節第1条:「わが国の目標は、アラブ単一国家の実現と社会主義体制の構築である 。」 |
| その他                 | リビア                                      | 1969年9月1日   | 1977年3月2日   | 第1節第6条:「わが国の目的は、いかなる形態の搾取も禁じる社会正義の適用を通じた、社会主義の実現である。」 |
| その他                 | リビア                                      | 1977年3月2日   | 2011年10月20日 | 第1節第6条:「わが国の目的は、いかなる形態の搾取も禁じる社会正義の適用を通じた、社会主義の実現である。」 |
| その他                 | スーダン                                    | 1973年5月8日   | 1985年10月10日 | 前文:「満ち足りて公正で平等な社会を達成するための自由、社会主義および民主主義をわれわれが追求する信念のうちに」 |
| その他                 | シリア                                      | 1963年3月8日   | 2012年2月27日  | 第1節第8条:「国家と社会の指導政党はバアス党である。党は、人民の資源を糾合して「アラブ国家」の目標に服務させることに努める、愛国的で進歩的な前衛を指導する。」 |

### 社会主義を掲げた暫定・臨時政権の一覧
以下は、戦争や革命の時期（第一次世界大戦の余波によるものが大部分）に、短期間存在したが、国際的な承認を得て永続的な政権には至らなかったものである。これらの政権は自らを一定の解釈のもとで「社会主義」であると主張した。
- 19世紀
  -  パリ・コミューン（1871年3月18日 - 5月28日。史上初の社会主義共和国）
- 1910年代
  -  中華民国臨時政府（1912年1月1日 - 1912年3月11日）
  -  ウクライナ人民共和国（1917年 - 1918年）
  -  イスコラト（1917年11月21日 - 1918年3月3日）
  -  水兵・建設労働者ソビエト共和国（1917年12月 - 1918年2月26日）
  -  クリミア人民共和国（1917年 - 1918年）
  -  ベラルーシ人民共和国（1918年 - 1919年）
  -  西ウクライナ人民共和国（1918年 - 1919年）
  -  フィンランド社会主義労働者共和国（1918年1月28日 - 4月29日）
  -  オデッサ・ソビエト共和国（1918年1月31日 - 3月13日）
  -  ドネツク＝クリヴォーイ・ローク・ソビエト共和国（1918年2月12日 - 5月）
  -  ザカフカース民主連邦共和国（1918年4月22日 - 5月28日）
  -  グルジア民主共和国（1918年5月 - 1921年2月）
  -  ドイツ社会主義共和国（1918年11月9日 - 1919年8月11日）
  -  ザクセン・ソビエト（1918年11月 - 1919年3月14日）[47]
  -  アルザス＝ロレーヌ共和国（1918年11月9日 - 22日）
  -  ハンガリー人民共和国（1918年11月16日 - 1919年3月21日）
  -  エストニア労働コムーナ（1918年11月29日 - 1919年6月5日）
  -  ラトビア社会主義ソビエト共和国（1918年12月17日 - 1920年1月13日）
  -  リトアニア＝白ロシア・ソビエト社会主義共和国（1919年2月27日 - 8月25日）
  -  ハンガリー評議会共和国（1919年3月21日 - 8月6日）
  -  バイエルン・レーテ共和国（1919年4月6日 - 5月3日）
  -  リムリック・ソビエト（1919年4月15日 - 27日）
  -  ベッサラビア・ソビエト社会主義共和国（ルーマニア語版）（1919年5月 - 9月）
  -  ムガン・ソビエト共和国（ロシア語版）（1919年5月 - 6月）
  -  スロバキア・ソビエト共和国（1919年6月16日 - 7月7日）
- 1920年代
  -  極東共和国（1920年4月6日 - 1922年11月15日）
  -  ギーラーン共和国（1920年6月9日 - 1921年11月）
  -  ガリツィア社会主義ソビエト共和国（1920年7月8日 - 9月21日）
  -  ラビン共和国（1921年3月2日 - 4月8日）
  -  湖南ソビエト（1927年）
- 1930年代
  -  ゲティン・ソヴィエト（1930年 - 1931年）
  -  中華ソビエト共和国（1931年11月7日 - 1934年10月10日）
  -  チリ社会主義共和国（スペイン語版）（1932年7月4日 - 10月2日）
  -  中華共和国（1933年11月22日 - 1934年1月13日）
  -  アストゥリアス社会主義共和国（スペイン語版）（1934年10月5日 - 18日）
  -  フィンランド民主共和国（1939年12月 - 1940年3月）
- 1940年代
  -  ギリシャの国民解放政治委員会（1944年3月10日 - 1949年8月28日）
  -  内モンゴル人民共和国（1945年9月9日 - 11月6日）
  -  東トルキスタン共和国（1944年11月12日 - 1946年6月27日）
  -  朝鮮人民共和国（1945年 - 1946年）
  -  ソビエト民政庁（1945年 - 1949年）
  -  アゼルバイジャン人民政府（1945年11月 - 1946年12月）
  -  マハバード共和国（1946年1月22日 - 12月15日）
  -  北朝鮮人民委員会（1946年2月 - 1948年9月9日）
- 1950年代以降
  -  ザンジバル人民共和国（1964年)
  -  南ベトナム共和国（1969年6月8日 - 1976年7月2日)
  -  ガンビア国家革命委員会（1981年7月30日 - 1981年8月5日）[注釈 2]
  -  クウェート共和国（1990年8月4日 - 8月28日）
  -  イエメン民主共和国（1994年5月21日 - 7月7日）